# Herpelmont
Herpelmont è un comune francese di 250 abitanti situato nel dipartimento dei Vosgi nella regione del Grand Est.

## Società

### Evoluzione demografica
Abitanti censiti